# Parachutes
Parachutes è il primo album in studio del gruppo musicale britannico Coldplay, pubblicato il 10 luglio 2000 dalla Parlophone.
È stato inserito nella lista dei 100 migliori album degli anni 2000 secondo Rolling Stone, alla posizione 73.

## Descrizione
Dopo la pubblicazione degli EP Safety E.P. e The Blue Room E.P., dallo scarso successo commerciale, l'uscita di Parachutes fa conoscere il gruppo al pubblico britannico in primis e, successivamente, anche a quello mondiale. A breve tempo dalla pubblicazione, esso raggiunse la prima posizione della classifica inglese, e restò nella Top 10 per 13 settimane. Altrettanto buoni i risultati in tutta Europa, mentre negli Stati Uniti faticò a sfondare, raggiungendo la posizione 51.
L'album è caratterizzato da una profonda continuità sonora tra i vari brani, che si distaccano dal panorama britpop dell'epoca per l'immediatezza delle passioni e dei sentimenti che riescono a trasmettere, grazie a sonorità principalmente acustiche (pianoforte e chitarre), semplici tuttavia intrise di carattere, e a testi decisamente personali e molto intensi.
Dal disco sono stati estratti quattro singoli: il primo fu Shiver, che anticipò la pubblicazione dell'album uscendo il 6 marzo 2000; ad esso hanno fatto seguito Yellow, che lanciò il gruppo a livello mondiale, e Trouble, uscito il 23 ottobre. Nel mese di marzo 2001 è stato invece pubblicato Don't Panic esclusivamente in Australia e in alcuni paesi dell'Europa.

## Tracce
Testi e musiche di Guy Berryman, Jonny Buckland, Will Champion e Chris Martin.
1. Don't Panic – 2:17
2. Shiver – 4:59
3. Spies – 5:18
4. Sparks – 3:47
5. Yellow – 4:29
6. Trouble – 4:30
7. Parachutes – 0:46
8. High Speed – 4:14
9. We Never Change – 4:09
10. Everything's Not Lost – 7:15 – contiene la traccia fantasma Life Is for Living (5:39-7:15)

## Formazione
Gruppo
- Chris Martin – voce, chitarra acustica, pianoforte, produzione (eccetto traccia 8)
- Jonny Buckland – chitarra elettrica, produzione (eccetto traccia 8)
- Guy Berryman – basso, produzione (eccetto traccia 8)
- Will Champion – batteria, produzione (eccetto traccia 8)

Produzione
- Ken Nelson – produzione e ingegneria (eccetto traccia 8)
- Chris Allison – produzione, ingegneria e missaggio (traccia 8)
- Andrea Wright – assistenza tecnica
- Jon Coles – assistenza tecnica
- Paul Read – assistenza tecnica
- Simon Barnicott – assistenza tecnica
- Mark Phytian – effetti sonori
- Michael H. Brauer – missaggio
- George Marino – mastering

## Classifiche

### Classifiche settimanali
| Classifica (2000-23)      | Posizione massima |
| ------------------------- | ----------------- |
| Australia                 | 2                 |
| Austria                   | 41                |
| Belgio (Fiandre)          | 24                |
| Belgio (Vallonia)         | 35                |
| Canada                    | 19                |
| Danimarca                 | 29                |
| Finlandia                 | 7                 |
| Francia                   | 31                |
| Germania                  | 54                |
| Italia                    | 11                |
| Lituania                  | 97                |
| Norvegia                  | 1                 |
| Nuova Zelanda             | 4                 |
| Paesi Bassi               | 7                 |
| Portogallo                | 3                 |
| Spagna                    | 11                |
| Stati Uniti               | 51                |
| Stati Uniti (alternative) | 9                 |
| Stati Uniti (rock)        | 25                |
| Svezia                    | 5                 |
| Svizzera                  | 38                |

### Classifiche di fine anno
| Classifica (2022) | Posizione |
| ----------------- | --------- |
| Islanda           | 67        |
| Classifica (2023) | Posizione |
| Islanda           | 54        |
| Portogallo        | 32        |